# Rzeczna
Rzeczna (bis 1993: Kalsk, deutsch Weeskenhof) ist ein Dorf in der polnischen Woiwodschaft Ermland-Masuren. Es gehört zur Gmina Pasłęk (Stadt-und-Land-Gemeinde Preußisch Holland) im Powiat Elbląski (Kreis Elbing).

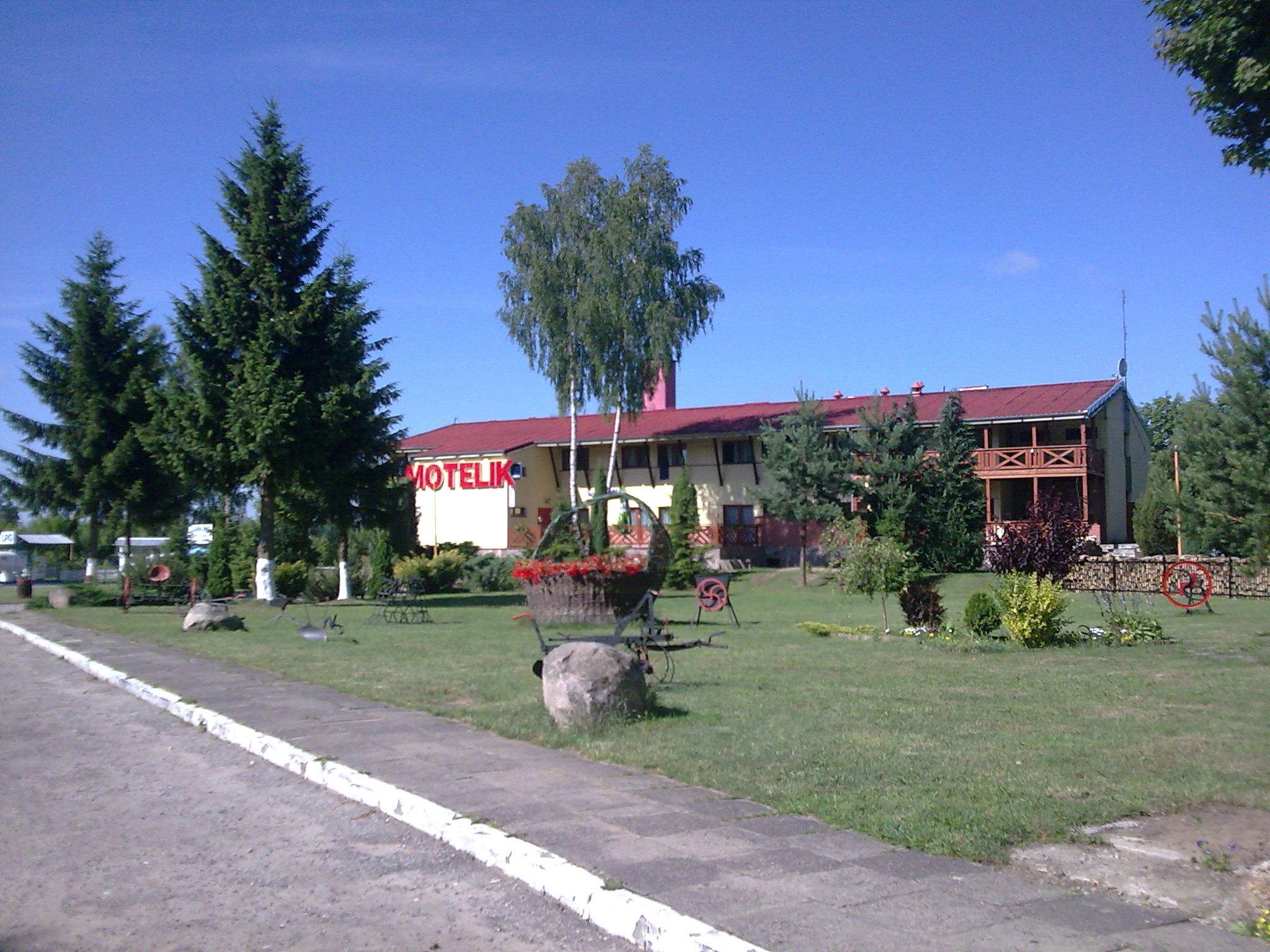
Motel in Rzeczna

## Geographische Lage
Rzeczna liegt an der Weeske (polnisch Wąska) im nördlichen Westen der Woiwodschaft Ermland-Masuren, vier Kilometer westlich der früheren Kreisstadt Preußisch Holland (polnisch Pasłęk) bzw. 15 Kilometer südöstlich der heutigen Kreismetropole Elbląg (deutsch Elbing).

## Geschichte
Ortsgeschichte

Das Gutsdorf Weskenhof, das sich erst nach 1820 Weeskenhof schrieb, wurde im Jahre 1874 Amtsdorf und damit namensgebend für einen Amtsbezirk im ostpreußischen Kreis Preußisch Holland innerhalb des Regierungsbezirks Königsberg.
Im Jahre 1910 zählte Weeskenhof 394 Einwohner. Zugehörig waren die Vorwerke Melkhof (polnisch Chlewki - 25 Einwohner), Neuguth (Nowy Dwór - 49), Schäferei (Owczarnia - 33) und Wiesenhof (Łączna - 64). Im Jahre 1933 waren in Weeskenhof 399 Einwohner registriert.
Der Amtsbezirk Weeskenhof wurde zum 1. April 1937 in „Amtsbezirk Drausenhof“ (polnisch Drużno) umbenannt.
Am 1. Oktober 1939 wurden die Gutsbezirke Neu Kußfeld (polnisch Nowe Kusy) und Weeskenhof zum Remonteamt Weeskenhof, einem gemeindefreien Gutsbezirk, zusammengelegt. Die Einwohnerzahl der neu gebildeten Kommune belief sich am 1. Oktober 1939 auf 657.
In Kriegsfolge kam Weeskenhof 1945 mit dem gesamten südlichen Ostpreußen zu Polen. Das Dorf erhielt die polnische Namensform „Kalsk“, wurde jedoch am 12. Januar 1993 in „Rzeczna“ umbenannt. Der Ort ist heute Teil der Gmina Pasłęk (Stadt-und-Land-Gemeinde Preußisch Holland) im Powiat Elbląski (Kreis Elbing), von 1975 bis 1998 der Woiwodschaft Elbląg, seither der Woiwodschaft Ermland-Masuren zugehörig.
Amtsbezirk Weeskenhof (1874–1937)

Im Jahre 1874 wurde der Amtsbezirk Weeskenhof aus sieben Kommunen gebildet. Im Jahre 1907 wurden zwei weitere eingegliedert:
| Deutscher Name | Polnischer Name         | Anmerkungen                        |
| -------------- | ----------------------- | ---------------------------------- |
| Althof         | Stary Dwór              | 1905 nach Weeskendorf eingemeindet |
| Krossen        | Krosno                  |                                    |
| Langenreihe    | Dłużyna                 |                                    |
| Rohrkrug       | Druzieńska Karczma      | 1928 nach Langenreihe eingemeindet |
| Schönwiese     | Zielony Grąd            |                                    |
| Weeskendorf    | Węzina                  |                                    |
| Weeskenhof     | Kalsk, ab 1993: Rzeczna |                                    |
| ab 1907:       |                         |                                    |
| Drausenhof     | Drużno                  |                                    |
| Neu Kußfeld    | Nowe Kusy               |                                    |

Ab 1937 war Drausenhof der Namensgeber des Amtsbezirks Weeskenhof.

## Religion
Kirchlich war Weeskenhof früher genauso wie Rzeczna heute sowohl evangelischerseits als auch katholischerseits mit der Stadt Preußisch Holland resp. Pasłęk verbunden. Rzeczna ist heute in die dortige evangelische St.- Georgs-Kirche, einer Filialkirche von Ostróda (Osterode) in der Diözese Masuren der Evangelisch-Augsburgischen Kirche in Polen, als auch in die Pasłęker katholische St.-Bartholomäus-Kirche im Dekanat Pasłęk I im Bistum Elbląg eingegliedert.

## Verkehr
Rzeczna liegt an der Woiwodschaftsstraße 513, die Krosno (Krossen) und die Stadt Pasłęk mit den Städten Orneta (Wormditt) und Lidzbark Warmiński (Heilsberg) verbindet und bis nach Wozławki (Wuslack) führt. Eine Nebenstraße verbindet Łączna (Wiesenhof) mit Rzeczna.
Die nächste Bahnstation ist Bogaczewo (Güldenboden) an der nur noch sporadisch befahrenen Bahnstrecke Malbork–Braniewo (frühere Preußische Ostbahn) und der wieder regulär befahrenen Bahnstrecke Olsztyn–Bogaczewo.

## Persönlichkeiten
- Theodor Eggert (* 25. März 1864 in Weeskenhof), deutscher Verwaltungsjurist und Ministerialbeamter († 1941)
- Richard Ackermann (* 17. November 1869 in Weeskenhof), deutscher Konteradmiral der Kaiserlichen Marine († 1930)